# Wurzelmilben
Die Wurzelmilben (Rhizoglyphus) sind eine Gattung der Milben. Sie zählen zu wirtschaftlich bedeutsamen Schädlingen vieler Kulturpflanzen, insbesondere auch der Liliengewächse (Liliaceae). Die Bekämpfung von Wurzelmilben ist schwierig, da sie bei einer sehr kurzen Lebensdauer eine hohe Reproduktionsrate aufweisen, meistens in Kombination mit anderen Pflanzenkrankheiten auftreten und eine große Bandbreite an Pflanzen befallen. Auch die Bekämpfung durch Akarizide und Insektizide ist infolge von Resistenzen schwierig geworden. Zu den bedeutendsten Arten zählen Rhizoglyphus echinopus und Rhizoglyphus robini, die beide vermutlich weltweit verbreitet sind. Trotz ihrer wirtschaftlichen Bedeutung ist sowohl die taxonomische Stellung der Gattung als auch ihre Biologie und Ökologie nur wenig erforscht.

## Lebensweise
Die Milben leben an den Wurzeln, Knollen, Zwiebeln und sonstigen unterirdisch gelegenen Teilen ihrer Nahrungspflanzen, aber auch in verrottendem Pflanzenmaterial, Pilzen und nährstoffreicher Erde. Gelegentlich findet man sie auch an den Blättern und Stängeln von Pflanzen. Sie fressen von einer großen Bandbreite verschiedener organischer Materialien, wie etwa von toten und lebenden Pflanzenteilen, Samen, toten Gliederfüßern, Nematoden, Pilzen oder Exkrementen. Eine Reihe von Arten lebt an den Samen der Pflanzen, so findet man etwa Rhizoglyphus costarricensis im Inneren der Samenschalen von Reis. Sie bevorzugen feuchte Lebensräume.
Zu den Wirtspflanzen zählen vor allem die Liliengewächse und dort die Zwiebeln (Allium, aber auch andere Gattungen, wie etwa Lilien, Lilium). Daneben findet man die Tiere auch an Schwertliliengewächsen (Iridaceae) wie etwa Freesien (Freesia), Hyazinthen (Hyacinthus) und Gladiolen (Gladiolus) und darüber hinaus an Nachtschatten (Solanum), wie etwa Kartoffeln (Solanum tuberosum) und auch an Möhren (Daucus carota), Reis (Oryza sativa), Roggen (Secale cereale), Weizen (Triticum), Gerste (Hordeum vulgare) und Saat-Hafer (Avena sativa).
Die Aktivität der Tiere nimmt in der kalten Jahreszeit ab, es findet aber keine Diapause statt und sie sind über das ganze Jahr hinweg in allen Entwicklungsstadien zu finden. Um der Kälte zu entgehen, graben sie sich tiefer in die Erde ein.

## Fortpflanzung und Individualentwicklung
Wurzelmilben durchleben neben dem Larvenstadium zusätzlich die Stadien Protonymphe, heteromorphe Deutonymphe und Tritonymphe, bis sie sich zum adulten Tier häuten. Das Stadium der Deutonymphe wird aber nur von wenigen Tieren durchlebt, die übrigen „überspringen“ es. Die Fortpflanzung erfolgt offenbar ausschließlich zweigeschlechtig. Das zahlenmäßige Verhältnis zwischen Männchen und Weibchen ist ausgeglichen. Die Paarung findet meist ein bis zwei Tage nach dem Schlupf der Adulten statt, für gewöhnlich, nachdem die Tiere bereits gefressen haben. Die Milben paaren sich mehrmals am Tag für 20 Minuten bis zu mehreren Stunden lang. Die Dauer der Paarung verlängert sich, je größer der Überschuss an Männchen ist. Dadurch ist die Wahrscheinlichkeit geringer, dass das Weibchen sich nicht nochmal mit einem anderen Männchen paart. Die Paarungsaktivität hängt vermutlich auch mit anderen Faktoren, wie etwa dem Nahrungsangebot zusammen. Die Weibchen sammeln das männliche Sperma im Receptaculum seminis. Die Eier werden im Körperinneren der Weibchen befruchtet, bevor sie durch den Eileiter transportiert werden. Abhängig von den Umweltbedingungen werden insgesamt etwa 100 bis mehrere hundert Eier, jeweils einzeln in 25 bis 40 Tagen abgelegt.
Die Deutonymphe stellt das Ausbreitungsstadium der Wurzelmilben dar. Die Ausbreitung erfolgt durch Phoresie. Diese Nymphen besitzen keine Mundöffnung und Mundwerkzeuge und können dadurch auch keine Nahrung zu sich nehmen. Sie sind stark sklerotisiert und besitzen eine saugnapfartige Struktur, mit der sie sich am Transportwirt festsaugen können. Zu diesen zählen neben verschiedenen Blatthornkäfer-, Mistkäfer- oder Rüsselkäferarten auch manche Zweiflügler- und Floharten. Je nach Wurzelmilbenart können entweder beide Geschlechter oder auch nur eines als Wirt verwendet werden.